# Alberto Feitosa
Alberto Jorge do Nascimento Feitosa, conhecido como Alberto Feitosa, (Recife, 8 de dezembro de 1962) é militar e político brasileiro filiado ao PL. É deputado estadual de Pernambuco. Iniciou sua carreira política no ano de 2006, quando foi eleito para o seu primeiro mandato na ALEPE. Exerce seu quarto mandato, tendo sido Secretário de Estado do Turismo e Secretário de Saneamento da cidade de Recife.

## Biografia
Iniciou sua vida profissional como servidor militar concursado de Pernambuco. Entre os anos de 1999 e 2001, assumiu a chefia do Centro de Assistência Social da Polícia Militar (CAS). É graduado em Segurança Pública e Administração, pelo Curso de Formação de Oficiais da Polícia Militar de Pernambuco, e pós-graduado em Empreendedorismo e Gestão de Negócios, pela Universidade Federal Rural de Pernambuco (UFRPE).
De 2003 a 2006, foi Superintendente do Aeroporto Internacional do Recife/Guararapes – Gilberto Freyre, coordenando uma equipe que construiu o novo aeroporto, umas das obras de maior importância de Pernambuco, que estimulou o crescimento do estado e gerou milhares de empregos. Em seu primeiro mandato exerceu a Vice-Liderança do Governo Eduardo Campos na Assembleia Legislativa de Pernambuco. 
Após sua reeleição em 2010, foi convidado por Eduardo Campos para ser secretário de Turismo do Estado.
Após as eleições de outubro de 2014, foi eleito pela terceira vez consecutiva para assumir uma cadeira na Alepe. Porém, após o pleito, foi convidado pelo prefeito Geraldo Júlio para fazer parte da equipe da Prefeitura do Recife assumindo a Secretaria de Saneamento da Cidade.
Em 2022, foi reeleito com 146.847 votos.

## Leis estaduais
- Lei da Concessão da Meia-Passagem - Lei 13.953 (11/09/07): concede a meia-passagem no Sistema VEM (Vale Eletrônico Metropolitano) aos estudantes regularmente matriculados em cursos de ensino a distância.

- Lei da Mobilização Contra o Aquecimento Global - Lei 13.301 (21/09/07): define a data de 15 de setembro como o Dia Pernambucano Contra o Aquecimento Global, alertando sobre a necessidade de mudança de hábitos da sociedade em busca de um equilíbrio ambiental.
- Lei Contra o Bullying - Lei 13.995 (22/12/09)  Combate a violência física e moral de grupos de estudantes contra, geralmente, um único aluno nas escolas.·
- Lei reguladora para a realização de eventos - Lei 14.133 (30/08/10): dispõe sobre a regulamentação para realização de shows e eventos artísticos acima de 1.000 expectadores no âmbito do Estado de Pernambuco.

- Lei de Segurança para a prática de mergulhos - Lei 15.441 (24/12/14): institui normas de segurança para prática do Mergulho Recreativo de Turismo e Lazer.